# Vimperk III
Vimperk III je část města Vimperk v okrese Prachatice v Jihočeském kraji. Nachází se na východě Vimperka. Vimperk III zasahuje do katastrálních území Vimperk, Boubská a Pravětín.

## Historie
První písemná zmínka o vesnici pochází z roku 1840.
Vimperk III vznikl k 1. červenci 1980 jako část města Vimperk v okrese Prachatice.

## Obyvatelstvo
| Rok            | 1869 | 1880 | 1890 | 1900 | 1910 | 1921 | 1930 | 1950 | 1961 | 1970 | 1980 | 1991 | 2001 | 2011 | 2021 |
| -------------- | ---- | ---- | ---- | ---- | ---- | ---- | ---- | ---- | ---- | ---- | ---- | ---- | ---- | ---- | ---- |
| Počet obyvatel | 0    | 0    | 0    | 0    | 0    | 0    | 0    | 0    | 0    | 0    | 510  | 510  | 431  | 376  | 375  |
| Počet domů     | 0    | 0    | 0    | 0    | 0    | 0    | 0    | 0    | 0    | 0    | 67   | 73   | 71   | 79   | 103  |

## Další fotografie

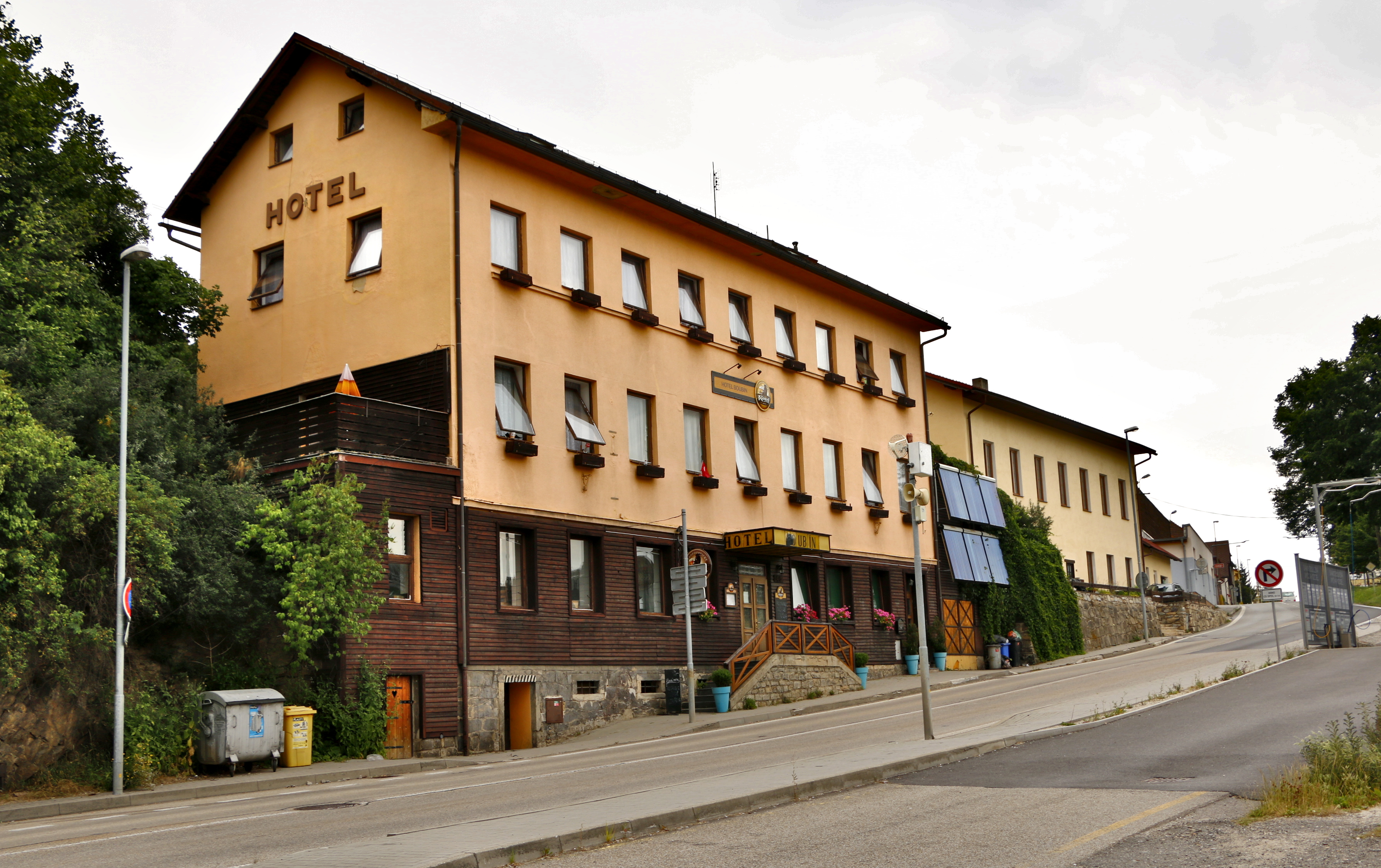
Hotel Růže
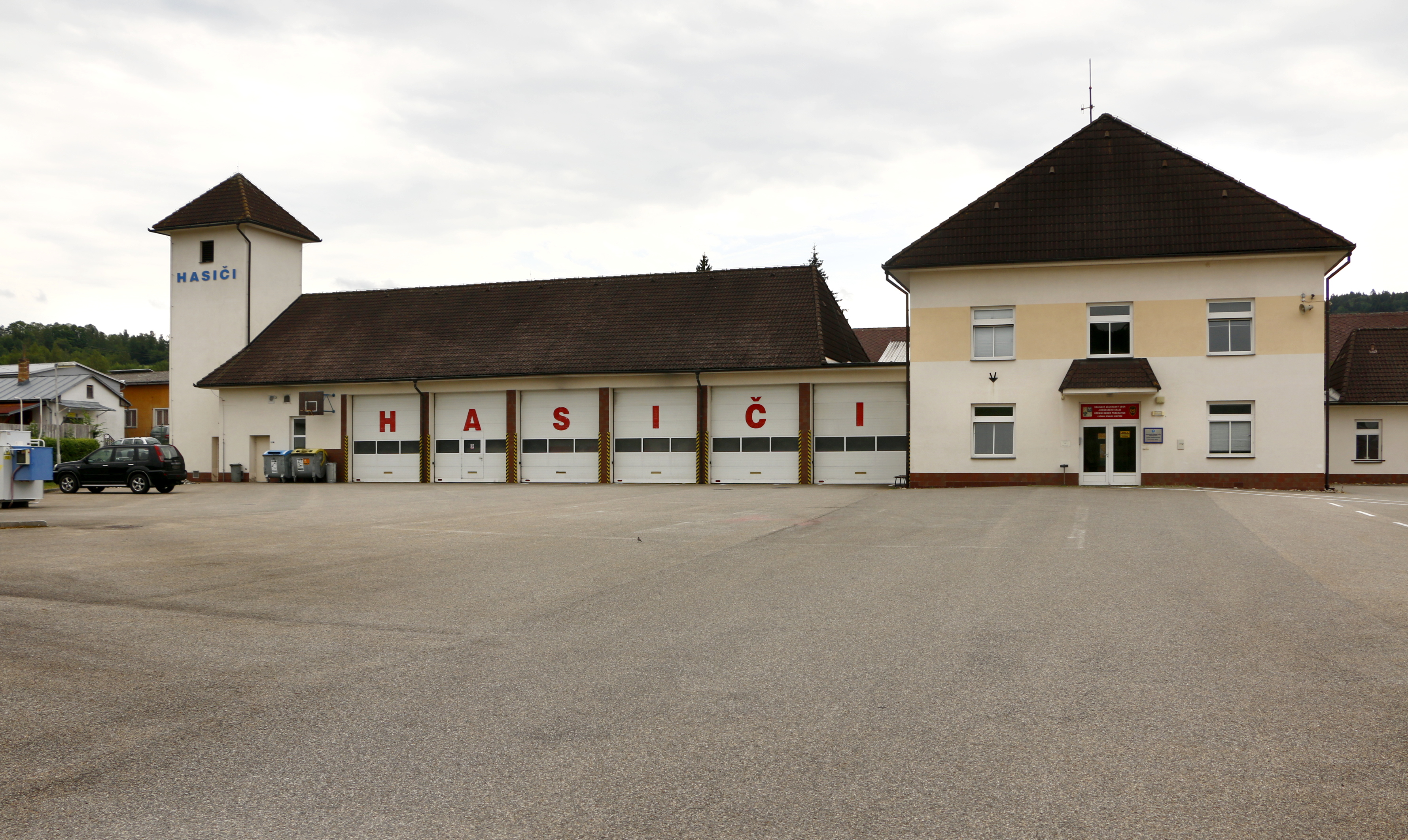
Hasičská stanice
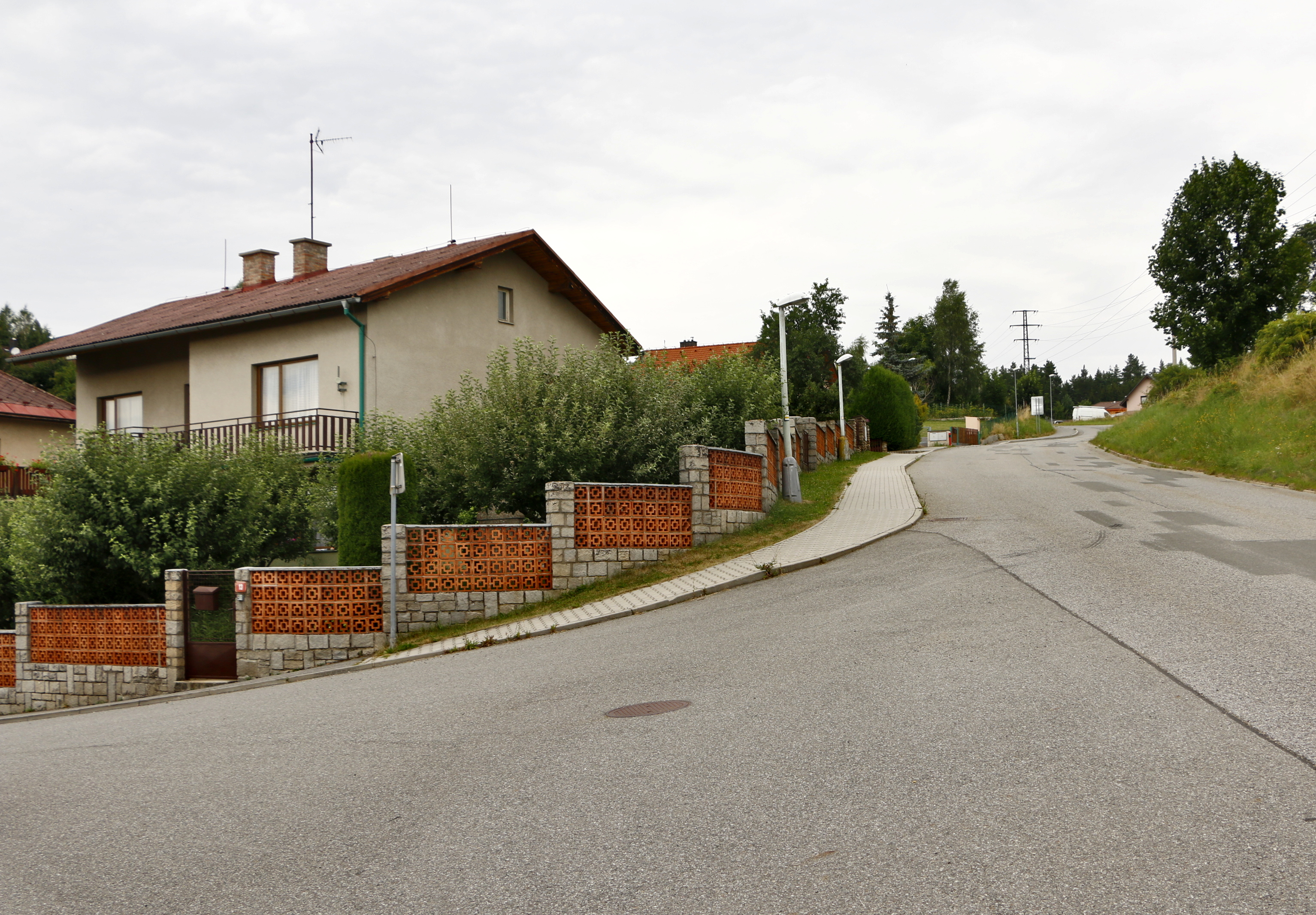
Družstevní ulice